# 大薩卡特島
13°20′10″N 87°37′41″W / 13.336°N 87.628°W
大薩卡特島是洪都拉斯的火山島，位於豐塞卡灣，屬於中美洲火山弧的一部分，長10公里、寬7公里 ，面積50平方公里，最高點海拔高度640米。2001年人口为3,902。